# Рудолф Хитрец
Рудолф Хитрец (Загреб, 12. април 1903 — Загреб, 13. јануар 1970) био је југословенски и хрватски фудбалер, фудбалски тренер, доктор интерниста и спортски радник.
Његов брат био је фудбалер Иван Хитрец.

## Каријера
Фудбалом се бавио пуних дванаест година, а играо је на позицији везног играча. Каријеру је започео 1919. године у ХШК Конкордија, где је играо до 1921. године, а од средине 1921. до 1930. године носио је дрес 1. ХШК Грађански, са којим је освојио првенства Југославије 1923, 1926 и 1928. године. Био је члан трија Хитрец—Рупец—Ремец.
За фудбалску репрезентацију Југославије наступио је на једном мечу, 30. маја 1926. године, против репрезентације Бугарске у Загребу.
Истицао се добрим прегледом игре, техником и тачним проигравањима.
Након настанка Независне државе Хрватске 1941. године, Хитрец је постављен на чело Фудбалског савеза Хрватске, на месту првог повереника, односно председника савеза са ширим овлашћењима, међу којима је била и улога селектора. Након што је репрезентација НДХ 15. јуна 1941. године изгубила од репрезентације Немачке, Хитрец је смењен, а то је била његова једина утакмица на позицији селектора.
Прим. др. Хитрец био је доктор интерниста, а у периоду од 1945. до 1963. године у Загребу у Војној болници II, водио је Интерно одељење.